# Jan Kopecký (lední hokejista)
Jan Kopecký (* 21. března 1979, Kolín, Československo) je bývalý český hokejový útočník.
Jde o odchovance pražské Slávie. V polovině sezóny 2000/01 přestoupil do týmu HC Karlovy Vary. Odtud byl v sezóně 2001/02 na hostování v druholigovém týmu HC Baník Sokolov. Sezónu na to odehrál v týmu HC Panthers Havířov Sezónu 2003/04 odehrál v zámoří v ECHL v klubu Idaho Steelheads. V další sezóně přišel do Slovenské extraligy do klubu HK 32 Liptovský Mikuláš, krátce působil i v týmu HK ŠKP Poprad. V sezóně 2006/07 se přesunul na střední Slovensko do Zvolena, kde působil dvě sezóny. V další sezóně 2008/09 podepsal smlouvu s klubem HC Košice, s nímž získal mistrovský titul. Po skončení sezóny však košický celek opustil. Kariéru zakončil sezónami 2011/12 až 2015/16 za německý Fischtown Pinguins, toho času druholigový.